# Faidros
Faidros (starořecky Φαῖδρος) je Platónův dialog, který byl napsán asi roku 386 př.n.l. a měl význam jakési filozofické deklarace při založení Akademie. Tento dialog, který je charakteristický pro období rozkvětu Platónovy tvorby, je věnován učení o nesmrtelnosti duše a teorii rozpomínání. Dialog Faidros věnoval Platón taktéž oslavě Eróta. Dialog je pojmenován po mladíku Faidrovi, který se setkává s filozofem Sókratem. 

## Obsah
Dialog Faidros má 2 části. První část je věnovaná lásce vyvolané tělesnou krásou; láska je rozpomínka na skutečnou krásu vyvolaná krásou těl. Druhá část je věnovaná kráse a hanebnosti mluvené a psané řeči.
Ve Faidrovi uvádí Platón teorii idejí do souvislosti s druhou svou základní teorií, kterou zčásti přejal z předchozí orfické a pythagorejské tradice, a to s naukou o preexistenci, vtělování a nesmrtelnosti duše. Tuto nauku líčí slavný mýtus ve Faidru. Lidským duším byla dána možnost, aby se před vtělením účastnily jízdy bohů po nebeské klenbě. Ve „Faidru“ kreslí Platón mystický obraz, jak k nebeským výšinám ujíždějí vozy bohů a za nimi vozy nesmrtelných duší. Lidskou duši si Platón představuje jako vůz, do něhož je zapřažen pár koní. Vůž řídí rozum. Jeden kůň je vůle a mužnost, druhý je žádost a smyslnost. U jedněch vozů je kůň-smyslnost, který tíhne dolů k pozemskému světu, silnější než kůň mužnosti a vůle, který poslouchá vozataje-rozum a žene se prudce vzhůru, do světa idejí. U druhých je kůň mužnosti silnější; tyto duše, řízené rozumem, se přibližují ke světu idejí a je jim umožněno nazírat ideje. Tyto lepší duše nazírají původní duchovní základ všeho existujícího:
| „                       | tento prostor zaujímá bezbarvá, beztvará a nehmatatelná jsoucnost vskutku jsoucí, viditelná jedinému řidiči duše, rozumu. | “ |
| — Platón: Faidros, 247d | |   |

Jen bohům je však dáno plně se sytit tímto pohledem, lidské duše se zase nemohou dostat k vrcholu nebeské klenby a vzniká mezi nimi zápas. Zatímco vozy božského sboru, neznajícího závist, jedou v harmonické pohodě, rozumem dobře řízeny, vozatajové lidských duší musí zápasit s nesvorností svých koní, jež vozy strhuje dolů. Když se duše
| „                       | naplní zapomenutím a špatností, a tak se zatíží, zatížena pak pozbude perutí a padne k zemi, | “ |
| — Platón: Faidros, 248c |                                                                                              |   |

tehdy se stěhuje do smrtelného těla a zapomíná na to, co se s ní dálo ve světě idejí.
Poznávání je takto rozpomínáním se (anamnésis) nesmrtelné duše na ideje, které dříve vnímala. Chceme-li poznat pravdu, učil Platón, je naprosto bezúčelné obracet se na smysly a počitky; naopak je třeba úplně se od nich odpoutat, ponořit se do hlubin své duše a snažit se, aby se rozpomněla na to, co viděla ve světě idejí.
Podle Platóna vytvářejí duše na zemi, podle toho, jak úspěšně nazíraly ideje, celou hierarchii, od nejmoudřejších a ušlechtilých až do nejnižší, pohlcené smyslovým životem:
1. duše, která spatřila největší část pravdy, se vtěluje v semeno, z něhož se rodí filozof;
2. na druhém místě stojí duše vladaře nebo vojevůdce;
3. na třetím státníka nebo majetného občana;
4. na čtvrtém člověka pracovitého nebo člověka věnujícího se gymnastice nebo lékaře;
5. na pátém kněze nebo věštce;
6. na šestém básníka, umělce a vůbec člověka činného umělecky;
7. na sedmém řemeslníka nebo zemědělce;
8. na osmém sofisty nebo demagoga;
9. na devátém tyrana.

## Rozbor díla
Sókratova řeč se sice zabývá láskou a začíná jejím výkladem, avšak naplnění lásky a její cíl vidí v pravdivém poznání a ve filosofickém rozjímání. Filosofii pak Platón chápe jako nejvyšší z povolání a zaměstnání.
—  Harvey Yunis: Eros in Plato's Phaedrus. 
Harvey Yunis představuje filosofování jako erotičtější aktivitu než sex.